# KTM 50 MSS
Die KTM 50 MSS (KTM Comet GP 50 MSS) ist ein Kleinkraftrad (Mokick) des österreichischen Motorradherstellers KTM Motor-Fahrzeugbau (KTM), das von 1977 bis 1980 gebaut wurde.

## Modellgeschichte
KTM war im Zeitraum um das Jahr 1980 Konfektionär ohne eigene Motorenherstellung. In der 50 MSS wurden aus diesem Grund Motoren der Serie "501/4 BKF" oder "501/4 CKF" von Fichtel & Sachs mit einem Vergaser des Herstellers Bing vom Typ 1/12/228 und kontaktlosem Schwunglichtmagnetzünder (genannt "Motoplat", 6 V, mit elektronisch geregelter Ladeeinheit "ULO EBL") von Bosch eingebaut. Als Kraftstoff dient ein Zweitaktgemisch, für welches der Hersteller das Mischverhältnis 1:25 vorschreibt. Der Antrieb des Hinterrades erfolgt über ein Vierganggetriebe, welches die Kraft des Motors über eine Mehrscheibenkupplung im Ölbad und eine Kette überträgt. Der Motor wird nach dem Schließen des Zündschlosses, welches sich mittig im Cockpit an der Gabelbrücke befindet, über einen Kickstarter gestartet.
Das Modell war 1978 sowohl mit als auch ohne Verkleidung zu einem Neupreis von 2.620,00 DM erhältlich. Mit Tachometer, serienmäßigem Drehzahlmesser sowie Magnesiumdruckgussrädern, Schutzblechen aus rostfreiem Stahl und einem Gepäckträger mit Packtaschenhalter war die Maschine Ende der 1970er Jahre ausreichend ausgestattet, jedoch war das Modell bereits kurz nach Einstellung der Serie kaum noch konkurrenzfähig und auch auf dem damals florierenden Gebrauchtmarkt schwer zu handeln.
Das Kleinkraftrad erlaubt gemäß Betriebserlaubnis eine bauartbestimmte Höchstgeschwindigkeit von 40 km/h und kann mit der Fahrerlaubnisklasse AM und mit einem entsprechenden Versicherungskennzeichen gefahren werden.